# Vem dömer?
Vem dömer? (tyska: Ich klage an) är en tysk eutanasipropagandafilm från 1941 i regi av Wolfgang Liebeneiner. I huvudrollerna ses Heidemarie Hatheyer, Paul Hartmann och Mathias Wieman. I Sverige hade filmen premiär 27 februari 1942.

## Handling
En ung hustru som lider av en svår sjukdom uppmanar sin läkare att ta hennes liv. Hennes man, själv en framgångsrik läkare, ger henne en dödlig överdos och ställs inför rätta. Där läggs argument fram som att förlänga liv ibland strider mot naturen och att döden då är en rättighet, såväl som en plikt. 

## Rollista i urval
- Heidemarie Hatheyer - Hanna Heyt
- Paul Hartmann - Professor Thomas Heyt
- Mathias Wieman - Dr. Bernhard Lang
- Margarete Haagen - Berta
- Charlotte Thiele - Dr. Barbara Burckhardt
- Christian Kayßler - Landgerichtsdirektor Kriebelmeyer
- Harald Paulsen - Eduard Stretter
- Albert Florath - Professor Schlüter
- Ilse Fürstenberg
- Karin Evans - Erna Balg
- Hans Nielsen - Dr. Höfer
- Franz Schafheitlin - Rechtsanwalt Straten
- Erich Ponto - Professor Werther
- Otto Graf - Staatsanwalt Engel
- Werner Pledath - Pastor Gömer